# Dobroslava (okres Svidník)
Dobroslava je obec na Slovensku v okrese Svidník ležící v pohoří Nízké Beskydy. Žije zde 46 obyvatel.
Obec byla založena na území panství Makovica. První písemná zmínka o obci pochází z roku 1600. Nachází se zde dřevěný barokní řeckokatolický Chrám svaté Paraskevy z roku 1705 a moderní pravoslavný chrám svatého Eliáše.